# Maarten de Fockert
Maarten de Fockert (Maasland, 20 februari 1995) is een Nederlands voetballer die speelt als doelman. Tussen 2014 en 2021 was hij actief voor sc Heerenveen, VVV-Venlo, Go Ahead Eagles en Excelsior.

## Clubcarrière

### Jeugd
De Fockert speelde in de jeugd van MVV '27, waarna de doelman opgenomen werd in de opleiding van Feyenoord. Bij de Rotterdamse club doorliep hij alle jeugdelftallen. 

### SC Heerenveen
In 2014 maakte De Fockert de overstap naar sc Heerenveen, waar hij in het eerste elftal terechtkwam. Hij zette zijn handtekening onder een contract voor twee seizoenen. Twee seizoenen was hij reservedoelman in Friesland, waar achtereenvolgens Kristoffer Nordfeldt en Erwin Mulder de voorkeur kregen van coaches Dwight Lodeweges en Foppe de Haan. In mei 2016 verlengde De Fockert zijn verbintenis met twee jaar. In dit nieuwe contract werd ook een optie tot verlenging met twee seizoenen opgenomen.

#### Verhuurd aan VVV-Venlo
Voor het seizoen 2016/17 werd de doelman verhuurd aan VVV-Venlo, waar hij Jordy Deckers moest vervangen. Hij maakte zijn competitiedebuut in de eerste speelronde op 5 augustus 2016, toen met 2–1 gewonnen werd van SC Cambuur. Sander van de Streek passeerde De Fockert in de eerste helft, maar door doelpunten van Vito van Crooij en Ralf Seuntjens won VVV het duel. Aanvankelijk was De Fockert eerste keus onder de lat. Maar vanaf speelronde 12 verdween hij naar de reservebank, omdat trainer Maurice Steijn de voorkeur gaf aan Delano van Crooij. Na afloop van het seizoen keerde de doelman weer terug naar Heerenveen.

#### Verhuurd aan Go Ahead Eagles
Na zijn terugkeer in Heerenveen werd de sluitpost opnieuw verhuurd, ditmaal aan het gedegradeerde Go Ahead Eagles. In Deventer kwam hij niet in actie in een competitiewedstrijd en zijn contract in Heerenveen werd niet verlengd. 

### Excelsior
Hierop werd De Fockert aangetrokken door Excelsior, waar hij zijn handtekening zette onder een verbintenis voor de duur van twee seizoenen, met een optie op een jaar extra. Deze optie werd gelicht, waardoor hij tot 2021 kwam vast te liggen. In de zomer van dat jaar liet hij de club achter zich. Daarop was hij op proef bij Helmond Sport. Na een aantal trainingen besloot De Fockert echter te stoppen als professioneel voetballer.

### SteDoCo
In 2022 besloot hij zijn loopbaan weer op te pakken bij derdedivisionist SteDoCo.

## Clubstatistieken
| Seizoen | Club              | Competitie     | Competitie | Competitie | Beker | Beker | Playoffs | Playoffs | Totaal | Totaal |
| Seizoen | Club              | Competitie     | Wed.       | Dlp.       | Wed.  | Dlp.  | Wed.     | Dlp.     | Wed.   | Dlp.   |
| ------- | ----------------- | -------------- | ---------- | ---------- | ----- | ----- | -------- | -------- | ------ | ------ |
| 2014/15 | sc Heerenveen     | Eredivisie     | 0          | 0          | 0     | 0     | —        | —        | 0      | 0      |
| 2015/16 | sc Heerenveen     | Eredivisie     | 0          | 0          | 0     | 0     | —        | —        | 0      | 0      |
| 2016/17 | → VVV-Venlo       | Eerste divisie | 13         | 0          | 0     | 0     | —        | —        | 13     | 0      |
| 2017/18 | → Go Ahead Eagles | Eerste divisie | 0          | 0          | 1     | 0     | —        | —        | 1      | 0      |
| 2018/19 | Excelsior         | Eredivisie     | 0          | 0          | 0     | 0     | 0        | 0        | 0      | 0      |
| 2019/20 | Excelsior         | Eerste divisie | 4          | 0          | 0     | 0     | —        | —        | 4      | 0      |
| 2020/21 | Excelsior         | Eerste divisie | 4          | 0          | 0     | 0     | —        | —        | 4      | 0      |
| 2022/23 | SteDoCo           | Derde divisie  | 33         | 0          | 1     | 0     | 6        | 0        | 40     | 0      |
| 2023/24 | SteDoCo           | Derde divisie  | 28         | 0          | 1     | 0     | 2        | 0        | 31     | 0      |
| 2024/25 | SteDoCo           | Derde divisie  | 15         | 0          | 1     | 0     | —        | —        | 16     | 0      |
| Totaal  | Totaal            | Totaal         | 97         | 0          | 4     | 0     | 8        | 0        | 109    | 0      |

Bijgewerkt op 27 december 2024.